# 조슈아 체프테게이

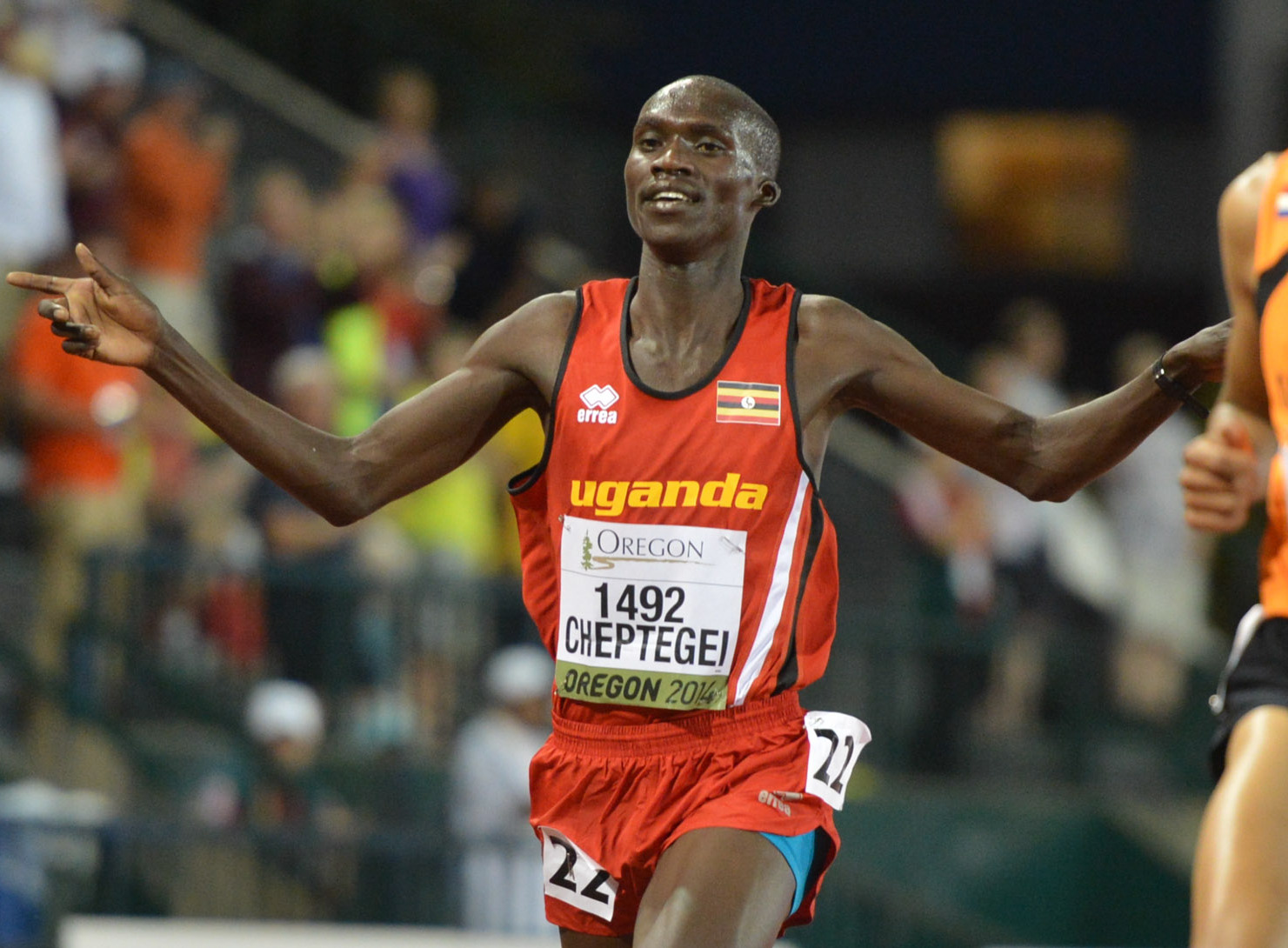
2014년 세계 주니어 선수권 대회 당시의 체프테게이

조슈아 키프루이 체프테게이(영어: Joshua Kiprui Cheptegei, 1996년 9월 12일~)는 우간다의 육상 선수로 주 종목은 장거리 달리기이다. 2020년 8월 모나코에서 열린 다이아몬드 리그 대회에서 5,000m 세계 신기록인 12분 35초 36을 세웠다. 케네니사 베켈레가 2004년 작성한 종전 세계 기록을 1초 99를 앞당긴 기록이다.